# Ambrose Bierce
Ambrose Gwinnett Bierce (24 iunie 1842 – 1914?) a fost un editorialist, jurnalist, scriitor și satirist american. Este cunoscut în special pentru creația sa An Occurrence at Owl Creek Bridge, cât și pentru dicționarul satiric Dicționarul diavolului. Vehemența sa ca și critic, mott-ul său „Nimic nu contează” și viziunea sardonică asupra naturii umane reliefată în scrierile sale i-au atras porecla "Bitter Bierce".
În ciuda reputației de critic feroce, Bierce este cunoscut pentru încurajarea tinerilor scriitori, inclusiv a poetului George Sterling și a scriitorului de ficțiune W. C. Morrow. Bierce și-a dezvoltat un stil de scriere distinct, cu un început abrupt, imagini sumbre, referințe vagi la timp, descrieri limitate, evenimente imposibile și teme de război.
În 1913, Bierce a călătorit în Mexic pentru a exprimenta în direct Revoluția mexicană. A dispărut fără urmă în timp ce călătorea alături de trupele rebele.

## Tinerețea
Bierce s-a născut într-un cabană din Horse Cave Creek, Meigs County, Ohio, pe 24 iunie 1842, fiind fiul lui Marcus Aurelius Bierce (1799–1876) și al Laurei Sherwood Bierce, o descendentă a guvernatorului din Plymouth William Bradford. Părinții săi erau săraci, dar aveau o educație bună și i-au inoculat dragostea pentru cărți și scris. Băiatul a crescut în Kosciusko County, Indiana și a studiat în reședința de comitat Warsaw.
A fost al zecelea din cei treisprezece copii, toți botezați cu nume care încep cu litera "A". În ordinea nașterii, ei au fost: Abigail, Amelia, Ann, Addison, Aurelius, Augustus, Almeda, Andrew, Albert, Ambrose, Arthur, Adelia și Aurelia. Bierce și-a părăsit casa la cincisprezece ani pentru a deveni ucenic tipograf la un mic ziar din Ohio.

## Cariera militară
La izbucnirea Războiului Civil American, Bierce s-a înrolat în Regimentul 9 de infanterie Indiana al Armatei Unioniste. El a participat la campania Operațiunea din Virginia de Vest (1861), a fost prezent la „prima bătălie” de la Philippi și a fost elogiat în presă pentru curajoasa acțiune de salvare din bătaia focului a unui camarad grav rănit în Bătălia de la Rich Mountain. În februarie 1862 a fost ridicat la gradul de prim-locotenent și a servit în echipa generalului William Babcock Hazen ca inginer topograf, realizând hărți ale potențialelor câmpuri de luptă.
Bierce a luptat în Bătălia de la Shiloh (aprilie 1862), o experiență teribilă care avea să devină sursă de inspirație pentru câteva povestiri ulterioare și pentru autobiografia "What I Saw of Shiloh". În iunie 1864, a fost rănit grav la cap în Bătălia de la Kennesaw Mountain și a petrecut restul verii în rezervă, fiind reactivat abia în septembrie. A fost lăsat la vatră în ianuarie 1865.
Cariera sa militară a renăscut însă la mijlocul anului 1866, când s-a alăturat genralului Hazen în expediția menită să inspecteze avanposturile militare din Marile Prerii. Expediția a pornit cu cai și căruțe din Omaha, Nebraska și a ajuns către sfârșitul anului în San Francisco, California.

## Viața personală

Ambrose Bierce, pictat de J.H.E. Partington

Bierce s-a căsătorit cu Mary Ellen "Mollie" Day pe 25 decembrie 1871 și au avut trei copii: doi fii, Day (1872–1889) și Leigh (1874–1901) și o fată, Helen (1875–1940). Ambii fii ai lui Bierce au murit înaintea sa: Day s-a sinucis în urma unei depresii din dragoste, iar Leigh de o pneumonie cauzată de alcoolism. În 1888, Bierce s-a separat de soția sa după ce a descoperit un schimb de scrisori compromițătoare cu un admirator. Ei au divorțat în 1904, iar Mollie Day Bierce a decedat în anul următor.
Bierce a fost agnostic și a suferit întreaga sa viață de pe urma astmului și a complicațiilor de pe urma rănilor dobândite în război.

## Cariera de jurnalist
În San Francisco, Bierce a primit brevetul de maior înainte de a se retrage din armată. A rămas în oraș mulți ani și a devenit faimos în rolul de colaborator și/sau editor al unor ziare și periodice locale, printre care s-au numărat The San Francisco News Letter, The Argonaut, the Overland Monthly, The Californian și The Wasp. Antologia True Crime a Bibliotecii Americane cuprinde o selecție a rapoartelor sale criminalistice din The San Francisco News Letter.
Între 1872 și 1875, Bierce a locuit și a scris în Anglia, unde a colaborat cu revista Fun. Prima sa carte de povestiri, The Fiend's Delight, a fost publicată în 1873 la Londra de John Camden Hotten sub pseudonimul "Dod Grile". Revenit în State, s-a stabilit tot la reședința sa din San Francisco. Între 1879 și 1880 a călătorit la Rockerville și Deadwood din Teritoriul Dakota pentru a-și încerca abilitățile ca manager local al unei companii miniere. Când aceasta a dat faliment, a revenit la San Francisco și și-a reluat cariera de jurnalist.
În 1887 a publicat un editorial intitulat "Prattle", devenind astfel unul dintre primii editorialiști regulați angajați la ziarul lui William Randolph Hearst San Francisco Examiner. Ulterior, el a ajuns unul dintre cei mai renumiți și influenți scriitori și jurnaliști de pe Coasta de Vest. A colaborat cu ziarele lui Hearst până în 1906.

### Moțiunea de refinanțare a căilor ferate
Companiile feroviare Union Pacific Railroad și Central Pacific Railroad au primit împrumuturi mari de la guvernul Statelor Unite pentru a construi prima cale ferată trans-americană, în condiții avantajoase. Cu toate acestea, Collis P. Huntington și-a convins un prieten din COngres să introducă o moțiune care absolvea companiile de la plata datoriilor, care se ridicau la 130 de milioane de dolari (aproximativ 3 miliarde în banii din 2007).
În ianuarie 1896, Hearst l-a trimis pe Bierce la Washington, D.C. să zădărnicească această tentativă. Esența întregii operațiuni o reprezenta păstrarea secretului - avocații căilor ferate sperau să treacă moțiunea prin Congres fără ca publicul să afle despre asta. Când înfuriatul Huntington s-a întâlnit cu Bierce pe străzile Capitoliului și i-a cerut să-și spună prețul, Bierce i-a dat un răspuns care a ajuns în presa națională:
„Prețul meu este de o sută treizeci de milioane de dolari. Dacă, atunci când veți face plata, nu voi fi în oraș, puteți să-mi lăsați banii la prietenul meu, Trezoreria Statelor Unite”
.
Articolele lui Bierce legate de acest subiect au stârnit o asemenea furie în rândul maselor, încât moțiunea a fost respinsă. În luna noiembrie, Bierce a revenit în California.

### Acuzația MacKinley

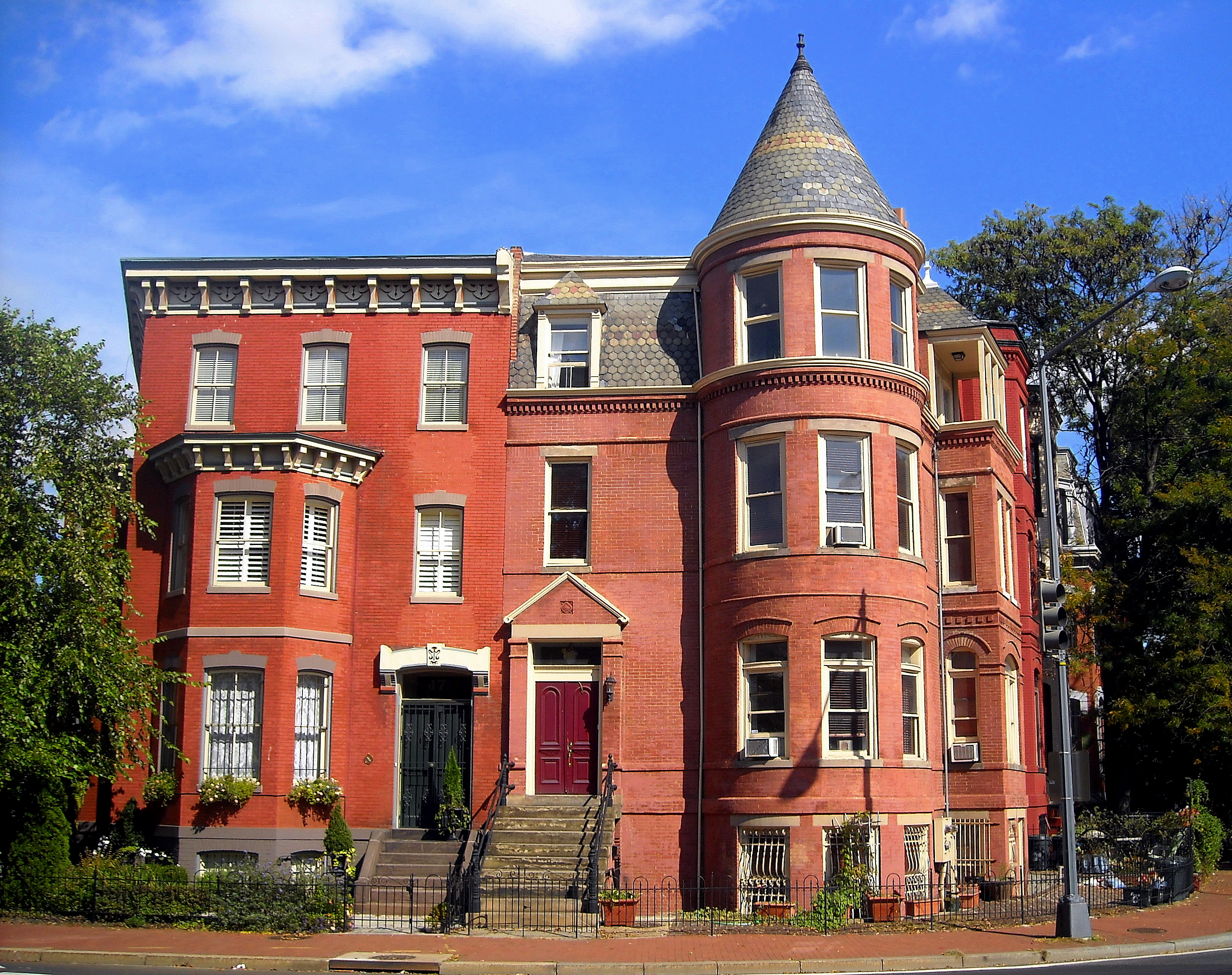
Locuinţa lui Bierce (dreapta), Logan Circle nr. 18, Washington, D.C.

Din cauza înclinației spre critica socială mușcătoare și satiră, îndelungata carieră jurnalistică a lui Bierce s-a aflat deseori în mijlocul unor controverse. De câteva ori, editorialele lui au declanșat reacții extrem de ostile, care i-au pus probleme lui Hearst. Unul dintre cele mai notabile incidente de acest gen s-a produs după asasinarea președintelui William McKinley, când oponenții lui Hearst au transformat o poezie scrisă de Bierce despre asasinarea guvernatorului Goebel în 1900 într-un caz celebru.
Bierce a intenționat ca poezia - scrisă cu ocazia asasinării guvernatorului din Kentucky William Goebel - să dea glas stării naționale de panică și teamă, dar, după ce McKinley a fost împușcat în 1901, părea să prefațeze crima:
„Glonțul ce-a găurit pieptul lui Goebel

Nu-i de găsit niciunde-n Vest;

Asta-i firesc, încoace se grăbește

Să-l pună pe McKinley-ntins pe catafalc.”
Prin urmare, Hearst a fost acuzat de către ziarele rivale - și de către Secretarul de Stat de atunci, Elihu Root - că ar fi cerut asasinarea lui McKinley. În ciuda scandalului național care a pus capăt ambițiilor sale la președinție (și chiar și statutului de membru în Bohemian Club), Hearst a refuzat să dezvăluie că Bierce ar fi fost autorul poeziei, sau să-l concedieze.

## Opera literară

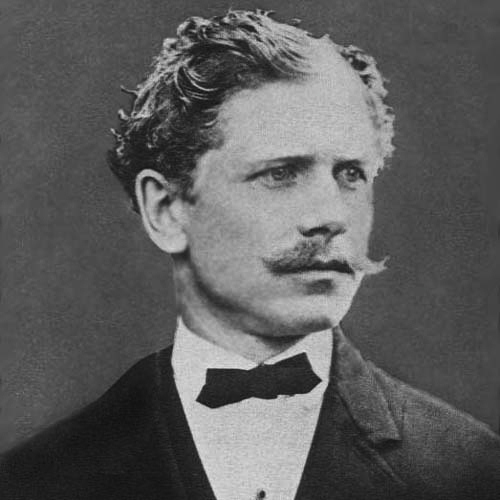
Ambrose Bierce, c. 1866

Bierce a fost considerat de către contemporani un maestru al limbii engleze pure și aproape tot ce a ieșit de sub penița sa a fost remarcabil prin prisma folosirii judicioase a cuvintelor și a economiei stilistice. Opera sa acoperă o mare varietate de genuri literare.
Povestirile sale sunt consierate printre cele mai bune creații ale secolului al XIX-lea. Scriitorul a oferit descrieri extrem de realiste ale ororilor la care a asistat în timpul războiului în povestiri ca "An Occurrence at Owl Creek Bridge", "The Boarded Window", "Killed at Resaca" și "Chickamauga".
Pe lângă istoriile de război și cu fantome, el a mai publicat și câteva volume de poezie. Dintre acestea, Fantastic Fables anticipează stilul ironic al grotescului, gen care avea să devină comun în secolul al XX-lea.
Una dintre cele mai faimoase opere ale lui Bierce este Dicționarul diavolului, inițial o rubrică ocazională de ziar publicată prima dată în volum cu titlul The Cynic's Word Book (1906).
Opera completă a lui Bierce a fost publicată în 1909 în 12 volume sub titulatura Collected Works. Al șaptelea volum constă doar în Dicționarul diavolului, titlu preferat de autor în dauna celui original.

## Dispariția misterioasă
În octombrie 1913, pe atunci în vârstă de 71 de ani, Bierce a plecat din Washington D.C. pentru un tur al vechiului câmp de luptă din Războiul Civil American. Până în decembrie străbătuse Louisiana și Texasul, de unde a trecut prin El Paso în Mexic, teatrul unei revoluții. În Ciudad Juárez, el s-a alăturat armatei lui Pancho Villa în calitate de observator, fiind martor al Bătăliei de la Tierra Blanca.
Se știe că Bierce a însoțit armata lui Villa până în localitatea Chihuahua. Ultima său contact cunoscut cu lumea a fost o scrisoare trimisă jurnalistei Blanche Partington, prietenă apropiată a scriitorului, datată 26 decembrie 1913. După ce a încheiat scrisoarea cu cuvintele "În ceea ce mă privește, plec mâine de aici cu o destinație necunoscută", a dispărut fără urmă. Dispariția sa a devenit una dintre cele mai faimoase în istoria literară americană. Scepticul Joe Nickell a atras atenția că n-a fost găsită nicio scrisoare; există doar o notă a secretariei și însoțitoarei sale, Carrie Christiansen, care conține un rezumat al presupusei scrisori și afirmația ei că originalul a fost distrus.
Tradiția orală din Sierra Mojada, Coahuila, transcrisă de preotul James Lienert, afirmă că Bierce ar fi fost executat de un pluton de execuție în centrul acelui oraș. Din nou, Nickell este de părere că povestea este greu de crezut. El îl citează pe prietenul și biograful lui Bierce, Walter Neale, care spunea că, în 1913, Bierce nu mai călărea de ceva vreme, suferea de astm și îl critica vehement pe Pancho Villa. Neale concluziona că ar fi foat puțin probabil ca Bierce să fi mers în Mexic pentru a i se alătura lui Villa.
Toate anchetele desfășurate pentru a descoperi ce s-a întâmplat cu el s-au dovedit infructuoase, iar Nickell declară că, deși există prea puține dovezi în sprijinul afirmației că Bierce ar fi mers în Mexic, nu există niciuna care le infirme. Prin urmare, în ciuda unui mare număr de speculații (printre care se numără și cele privitoare la suicid), sfârșitul său rămâne înconjurat de mister.

## Moștenirea și influențe

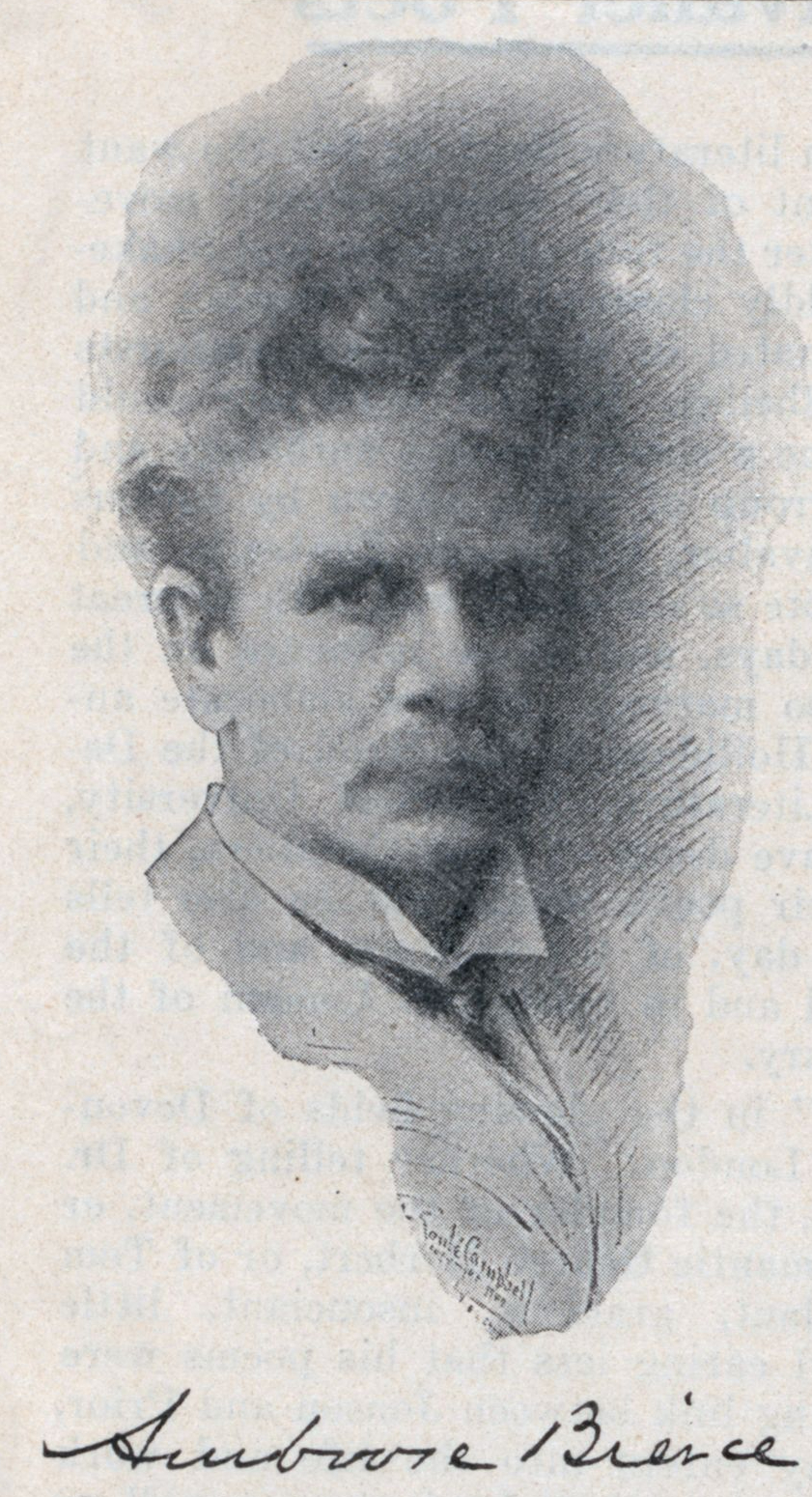
Bierce şi semnătura sa

Povestirea lui Bierce "An Occurrence at Owl Creek Bridge" a fost ecranizată de cel puțin trei ori: filmul mut The Bridge (1929), o versiune franțuzească alb-negru fidelă povestirii originale intitulată La Rivière du Hibou și regizată de Robert Enrico (1962), precum și una regizată de Brian James Egen (2005).
Versiunea franțuzească a fost difuzată în 1964 ca ultimul episod al serialului de televiziune Zona crepusculară: "An Occurrence at Owl Creek Bridge". O copie a lui a apărut în serialul de televiziune al celor de la ABC Lost ("The Long Con", difuzat pe 8 februarie 2006). Înaintea ecranizării din Zona crepusculară, povestirea mai fusese adaptată într-un episod din Alfred Hitchcock Presents.
Povestirea "Eyes of the Panther" a fost și ea ecranizată de două ori. Prima versiune, având aproximativ 60 de minute, a fost realizată în 1990 pentru emisiunea Nightmare Classics a lui Shelley Duvall. O altă versiune, de doar 23 de minute, a fost lansată în 2006 de regizorul Michael Barton.
O altă povestire, "Blestemăția", a fost adaptată în episodul omonim al seriei Masters of Horror de către Tobe Hooper.
Opera Saint Ambrose a compozitorului american Rodney Waschka II are la bază viața lui Bierce.
Dispariția lui Bierce a fost un subiect extrem de popular. Romanul The Old Gringo a lui Carlos Fuentes reprezintă o relatare fictivă a dispariției lui Bierce și a fost ecranizată în 1989 în filmul omonim, cu Gregory Peck în rolul protagonistului. Călătoria în Mexic și dispariția scriitorului au oferit cadrul filmului horror cu vampiri From Dusk till Dawn 3: The Hangman's Daughter (2000), în care personajul lui Bierce are un rol central. Soarta scriitorului a fost tratată și de Gerald Kersh în "The Oxoxoco Bottle" (sau “The Secret of the Bottle”), apărută în The Saturday Evening Post pe 7 decembrie 1957 și reeditată în antologia Men Without Bones. Bierce reapare în viitor pe vulcanul marțian Shasta în nuvela lui Robert Heinlein "Lost Legacy". Site-ul SF "The SCP Foundation: SCP-1084 - Damaged Mausoleum" trimite și el la scriitor deși nu-i menționează numele, prin menționarea locului, a datei nașterii și a faptului că este un scriitor american dispărut.
Filmul de scrut metraj "Ah! Silenciosa" (1999), cu Jim Beaver în rolul lui Bierce, folosește elemente din "An Occurrence at Owl Creek Bridge" pentru a specula pe marginea dispariției scriitorului.
Biograful Richard O'Conner a afirmat că războiul a dezlegat demonii turbați ascunși în sufletul lui Bierce: „Războiul l-a format pe Bierce ca om și scriitor. [Din experiența sa sumbră, el a devenit] capabil să transfere pe hârtie trupurile însângerate și decapitate de pe câmpul de luptă.” Autorul Alan Gullette merge mai departe și crede că istoriile despre război ale lui Bierce sunt cele mai bune scrieri pe această temă, depășindu-le pe cele ale contemporanului Stephen Crane și chiar pe cele ale lui Ernest Hemingway.
Eseistul Clifton Fadiman scria: „Bierce n-a fost un mare scriitor. Frizează vulgaritatea și imaginația nu e prea grozavă. Dar... stilul său îl va păstra în amintire, cu siguranță; iar puritatea mizantropiei îl va ajuta să rămână viu.” La rândul său, scriitorul Kurt Vonnegut a declarat că el consideră "Occurrence at Owl Creek Bridge" cea mai bună povestire americană, o operă a unui geniu american fără cusur
Scriitorul american Charles Fort, specialist în studiul fenomenele anormale, scria despre disparițiile inexplicabile ale lui Ambrose Bierce și Ambrose Small, întrebându-se: „Cineva colecționează Ambroși?” 
Bierce a fost un personaj important al unei serii de cărți polițiste scrise de Oakley Hall și publicate între 1998 și 2006.

## Opera

### Cărți publicate în timpul vieții
- Nuggets and Dust (1872) - povestiri, maxime, schițe, epigrame
- The Fiends Delight (1873) - nuvele, povestiri, poezii
- Cobwebs from an Empty Skull (1874) - povestiri, fabule, poezii, maxime, schițe, epigrame
- The Dance of Death (1877) - nuvelă
- Black Beetles in Amber (1892) - poezii
- The Monk and the Hangman's Daughter (1892) - nuvelă, în colaborare cu Adolphe De Castro
- Tales of Soldiers and Civilians (1892) - culegere de povestiri
- Can Such Things Be? (1893) - culegere de povestiri, reeditată în 1910 cu un conținut semnificativ diferit

ro. Valea bântuită - editura Leda, 2005
- Fantastic Fables (1899) - culegere de povestiri
- Shapes of Clay (1903) - poezii
- The Cynic's Word Book (1906) - non-ficțiune, reeditată în 1911 cu titlul The Devil's Dictionary

ro. Dicționarul diavolului - editura Aldo Press, 2008
- The Shadow on the Dial and Other Essays (1909) - non-ficțiune
- Write It Right (1909) - non-ficțiune
- The Collected Works of Ambrose Bierce (1909-12) - 12 volume

### Reeditări postume
- In the Midst of Life (1918)
- Ten Tales (1925)
- Tales of Ghouls and Ghosts (1926)
- Tales of Haunted Houses (1926)
- The Parenticide Club (1946)
- Negligible Tales (1946)
- The Collected Writings of Ambrose Bierce (1946)

ro. Un călăreț prin cer și alte povestiri - editura Cartea Românească, 1974
- In the Midst of Life and Other Tales (1961)
- Ghost and Horror Stories of Ambrose Bierce (1964)
- A Little Book of Humor, Horror, and the Supernatural (1968)
- The Complete Short Stories of Ambrose Bierce (1970)
- The Complete Short Stories of Ambrose Bierce, Volume I: The World of Horror (1971)
- The Complete Short Stories 2, The World of War and the World of Tall Tales (1971)
- The Stories and Fables of Ambrose Bierce (1977)
- A Vision of Doom (1980)
- An Occurrence at Owl Creek Bridge (1995)
- A Sole Survivor: Bits of Autobiography (1998)
- The Collected Fables of Ambrose Bierce (2000)
- The Fall of the Republic and Other Political Satires (2000)
- Shadows of Blue & Gray: The Civil War Writings of Ambrose Bierce (2002)
- Present at a Hanging and Other Ghost Stories (2002)
- A Much Misunderstood Man: Selected Letters of Ambrose Bierce (2003)
- The Short Fiction of Ambrose Bierce: A Comprehensive Edition, Volume 1 (2006)
- The Short Fiction of Ambrose Bierce: A Comprehensive Edition, Volume 2 (2006)
- The Short Fiction of Ambrose Bierce: A Comprehensive Edition, Volume 3 (2006)
- The Fiend's Delight (2006)
- The Damned Thing (2007) (ecranizat ca episodul 2.1. al serialului Masters of Horror)
- A Cynic Looks at Life (2007)
- The Spook House: Terrifying Tales of the Macabre (2008)
- Bierce After Dark: 30 Strange Tales by Ambrose Bierce (2009)
- The Devil's Dictionary, Tales, and Memoirs (2011)
- Ambrose Bierce (2012)